# Mokugyo
Mokugyo (jap. 木魚 dosł. ryba z drewna; chiń. 木魚 mùyú ; kor 목탁 moktak mok - drewno, tak - uderzać, wiet., mõ) — drewniany instrument perkusyjny, o obłym kształcie, służący do wybijania rytmu w trakcie śpiewów w buddyzmie mahajany. Został również zaadaptowany przez taoistów.

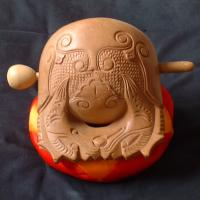
Mokugyo

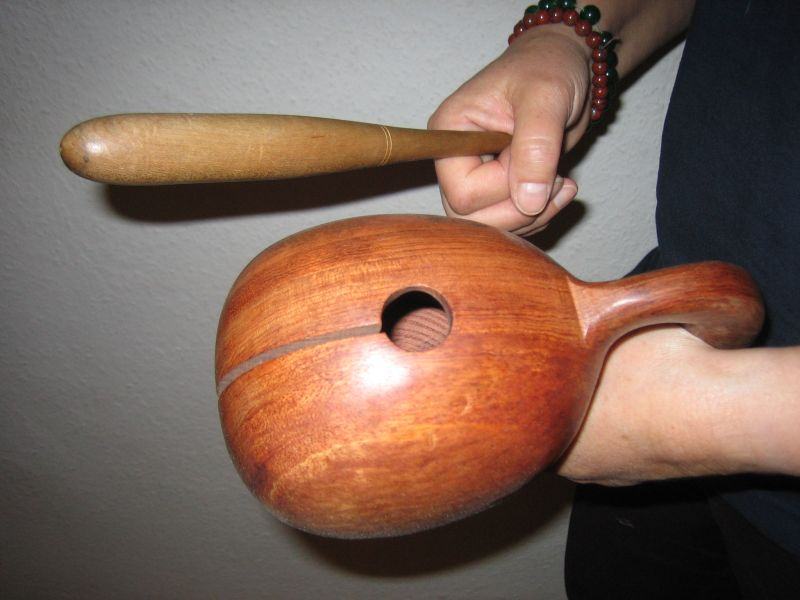
Moktak

Według buddyjskiej legendy, dawno temu w Chinach żył pewien mnich. Pewnego dnia w pobliskim jeziorze, podczas rodzinnej wyprawy łodzią, dziecko wysokiego urzędnika wypadło za burtę i utopiło się. Ojciec złamany smutkiem wynajął rybaków, żeby znaleźli choć ciało dziecka, jednak nie udało im się. W końcu udał się do mnicha, żeby ten odprawił ceremonie pogrzebowe, pomimo braku ciała.
Mnich wszedł w głęboką medytację i odgadł prawdę. Polecił zrozpaczonemu ojcu, aby poszedł na targ i kupił rybę. Kiedy następnego dnia rano urzędnik zakupił i rozciął największą rybę, jaką zdołał znaleźć, znalazł w środku swoje, ciągle żywe dziecko.
Na pamiątkę tej legendy mokugyo/moktak często ma kształt wydrążonej ryby z otwartymi ustami. Istnieją również inne legendy, związane z powstaniem mokugyo.
W buddyzmie ryba, która podobno nigdy nie śpi, symbolizuje przytomność.